# Prospect Park (New Jersey)
Ne doit pas être confondu avec Prospect Park.
Prospect Park est un borough (arrondissement) du comté de Passaic, au New Jersey (États-Unis).